# 楕円体

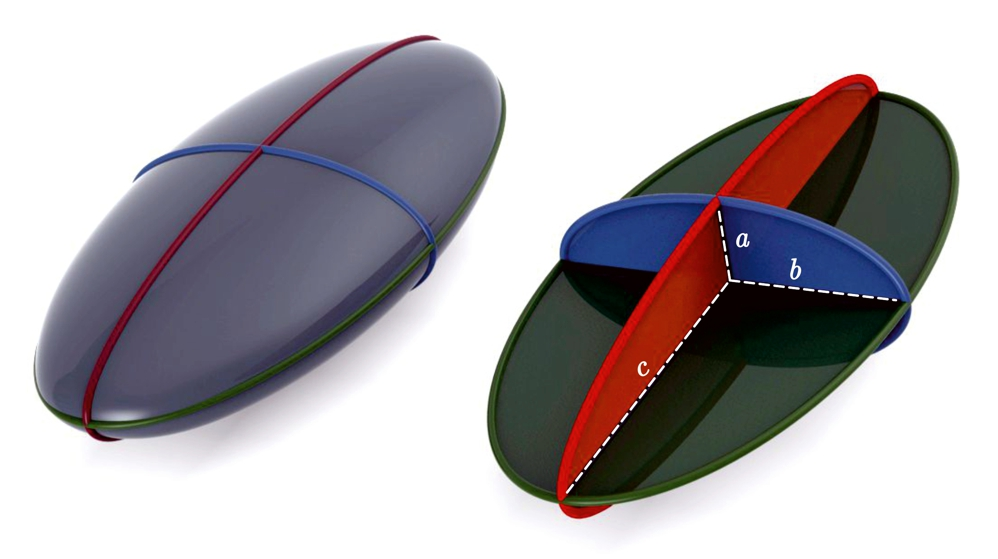
楕円体（c>b>aの場合）

gnuplotによる楕円体の描画例

楕円体（だえんたい、ellipsoid）とは楕円を三次元へ拡張したような図形であり、その表面は二次曲面である。楕円面の方程式は
{\displaystyle {\frac {x^{2}}{a^{2}}}+{\frac {y^{2}}{b^{2}}}+{\frac {z^{2}}{c^{2}}}=1}
である。ここで a, b, c はそれぞれx軸、y軸、z軸方向の径の半分の長さに相当する。なお a = b = c である楕円体は球である。また a, b, c のうちいずれか2つが等しい楕円体は楕円の軸を中心に楕円を回転して得られる回転体であり、長軸を回転軸にしたものを長球、短軸を回転軸にしたものを扁球といい、併せて回転楕円体と呼ばれる。a, b, c がいずれも等しくない楕円体に対しては、3軸不等楕円体という呼称が見られる。楕円体は球と同様にxy平面、yz平面、zx平面に関して対称である。

## 楕円体の性質を表す式
楕円面の媒介変数表示は極座標系を用いると
{\displaystyle {\begin{aligned}x&=a\sin \theta \cos \varphi \\y&=b\sin \theta \sin \varphi \\z&=c\cos \theta \end{aligned}}}
{\displaystyle 0\leq \theta \leq \pi ,\quad 0\leq \varphi <2\pi }
と表される。楕円体の体積 V は
{\displaystyle V={\frac {4}{3}}\pi abc}
である。表面積 S は
{\displaystyle S=2\pi \left(c^{2}+b{\sqrt {a^{2}-c^{2}}}E(o\!\varepsilon ,m)+{\frac {bc^{2}}{\sqrt {a^{2}-c^{2}}}}F(o\!\varepsilon ,m)\right)}
となる。{\displaystyle o\!\varepsilon }はモジュラー角、{\displaystyle m={\frac {b^{2}-c^{2}}{b^{2}\sin ^{2}o\!\varepsilon }}}、{\displaystyle E(o\!\varepsilon ,m)}、{\displaystyle F(o\!\varepsilon ,m)} はそれぞれ第一種および第二種楕円積分である。近似式で
{\displaystyle S\approx 4\pi \!\left({\frac {a^{p}b^{p}+a^{p}c^{p}+b^{p}c^{p}}{3}}\right)^{1/p}}
という公式が知られている。ここでpは定数で、p = 1.6075 のとき誤差は最大でも1.061%である。